# Verdy Kawasaki 1992
Questa voce raccoglie le informazioni riguardanti il Verdy Kawasaki nelle competizioni ufficiali della stagione 1992.

## Stagione
Ottenuto lo status di squadra professionistica con il nome di Verdy Kawasaki il club, che in estate aveva acquisito numerosi giocatori grazie alla fusione con l'ex squadra delle riserve, si assicurò la partecipazione al Campionato d'Asia per club (in cui, in quella stagione, si classificò quarto dopo essere stato sconfitto dai futuri vincitori del PAS Tehran) vincendo la Coppa Yamazaki Nabisco. In quella stessa stagione la squadra giunse inoltre sino all'ultimo atto di Coppa dell'Imperatore, dove perse contro gli Yokohama Marinos.

## Maglie e sponsor
Viene confermata la maglia della stagione precedente, prodotta dalla Puma e con lo sponsor Yomiuri.
| Manica sinistra · Manica sinistra · Maglietta · Maglietta · Manica destra · Manica destra · Pantaloncini · Calzettoni |

## Rosa
| N. |                     | Ruolo | Calciatore        |
| -- | ------------------- | ----- | ----------------- |
| -  | Giappone (bandiera) | P     | Shinkichi Kikuchi |
| -  | Giappone (bandiera) | P     | Takayuki Fujikawa |
|    | Giappone (bandiera) | P     | Hiroki Koike      |
|    | Giappone (bandiera) | P     | Koji Arimoto      |
|    | Giappone (bandiera) | P     | Manabu Konno      |
|    | Giappone (bandiera) | D     | Nobuyuki Arai     |
| -  | Giappone (bandiera) | D     | Tatsuya Murata    |
| -  | Brasile (bandiera)  | D     | Pereira           |
| -  | Brasile (bandiera)  | D     | Davi              |
| -  | Giappone (bandiera) | D     | Yoshiyuki Katō    |
| -  | Giappone (bandiera) | D     | Hisashi Katō      |
| -  | Giappone (bandiera) | D     | Satoshi Tsunami   |
| -  | Giappone (bandiera) | D     | Tadashi Nakamura  |
| -  | Giappone (bandiera) | D     | Koichi Togashi    |
| -  | Brasile (bandiera)  | D     | Juninho Fonseca   |
| -  | Giappone (bandiera) | D     | Hirokazu Sasaki   |
| -  | Giappone (bandiera) | D     | Kō Ishikawa       |
| -  | Giappone (bandiera) | D     | Naoto Tomaru      |
| -  | Giappone (bandiera) | D     | Tomohiro Hasumi   |
| -  | Giappone (bandiera) | D     | Takashi Yamaguchi |
| -  | Giappone (bandiera) | C     | Tsuyoshi Kitazawa |
| -  | Giappone (bandiera) | C     | Shirō Kikuhara    |
| -  | Giappone (bandiera) | C     | Ryuichi Yoneyama  |

| N. |                     | Ruolo | Calciatore          |
| -- | ------------------- | ----- | ------------------- |
| -  | Giappone (bandiera) | C     | Tomohiro Hasumi     |
| -  | Giappone (bandiera) | C     | Tetsuji Hashiratani |
| -  | Giappone (bandiera) | C     | Hideki Nagai        |
| -  | Giappone (bandiera) | C     | Kōji Seki           |
| -  | Giappone (bandiera) | C     | Ruy Ramos           |
| -  | Giappone (bandiera) | C     | Keiji Takao         |
| -  | Giappone (bandiera) | C     | Nobuyuki Hosaka     |
| -  | Giappone (bandiera) | C     | Osamu Takada        |
| -  | Giappone (bandiera) | C     | Junichi Watanabe    |
| -  | Giappone (bandiera) | C     | Takayuki Yamaguchi  |
| -  | Giappone (bandiera) | A     | Tetsuya Totsuka     |
| -  | Giappone (bandiera) | A     | Nobuhiro Takeda     |
| -  | Giappone (bandiera) | A     | Kazuyoshi Miura     |
| -  | Giappone (bandiera) | A     | Shinji Fujiyoshi    |
| -  | Giappone (bandiera) | A     | Masahiro Sukigara   |
| -  | Giappone (bandiera) | A     | Yoshinori Abe       |
| -  | Giappone (bandiera) | A     | Haruo Hiroyama      |
| -  | Giappone (bandiera) | A     | Osamu Shinohara     |
| -  | Giappone (bandiera) | A     | Tsuyoshi Yamamoto   |
| -  | Giappone (bandiera) | A     | Toshimi Kikuchi     |
| -  | Giappone (bandiera) | A     | Kazuyoshi Seki      |
| -  | Brasile (bandiera)  | A     | Ferreira            |

## Statistiche

### Statistiche di squadra
| Competizione          | Punti | Totale | Totale | Totale | Totale | Totale | Totale | DR  |
| Competizione          | Punti | G      | V      | N      | P      | Gf     | Gs     | DR  |
| --------------------- | ----- | ------ | ------ | ------ | ------ | ------ | ------ | --- |
| Coppa dell'Imperatore | -     | 5      | 2      | 2      | 1      | 7      | 5      | +2  |
| J. League Cup         | -     | 11     | 8      | -      | 3      | 20     | 11     | +9  |
| Campionato d'Asia     | -     | 7      | 2      | 3      | 2      | 13     | 10     | +3  |
| Totale                |       | 23     | 12     | 5      | 6      | 40     | 26     | +14 |